# Nel cuore della notte

Cover DVD

Nel cuore della notte è un film del 2002 diretto da Primo Giroldini e interpretato da Luca Magri. Il regista, al suo esordio, firma un noir in bianco e nero fuori dal tempo, citazionista, e fumettistico che racconta la complicata vicenda di una rapina. Il film, girato in digitale, coraggiosamente auto prodotto, e con un cast composto in gran parte da non professionisti o da giovani attori alle prime armi come lo stesso protagonista, è stato portato a termine dopo tre anni di lavorazione e presentato in anteprima il 14 ottobre 2002 a Parma, la città dove è stato girato. Nel dicembre dello stesso anno, Nel cuore della notte è stato presentato come evento speciale al Noir in Festival di Courmayeur, e dalla primavera del 2003 sono seguite altre proiezioni pubbliche in una versione più corta di quattro minuti, anche se ufficialmente non è mai stato distribuito in sala. Solo nel 2005, la pellicola ha ottenuto una distribuzione ufficiale per il mercato DVD con risultati positivi. Questo ha spinto il montatore del film Francesco Campanini, a trarne un sequel intitolato ll solitario (2008), sempre con Luca Magri come protagonista, realizzato con un vero budget e più fortunato del prototipo in termini di visibilità e circolazione.

## Trama
Nico Pezzo è tornato in città per organizzare un colpo: rubare tre miliardi di lire ad un boss della malavita locale. Con l’aiuto dell’amico Athos raduna un gruppo di giovani per compiere la rapina. Uno di loro, Leo Piazza, è convinto che Nico abbia a che fare con il suo passato. La rapina riesce ma al prezzo di una carneficina, e per il giovane Leo è l'inizio di una lotta senza quartiere, solo e contro tutti.

## Produzione
Nel cuore della notte è stato prodotto in tre anni, dall'estate del 1999 al settembre 2002. Il primo anno è stato impiegato per la scrittura, la preparazione, e le riprese, gli ultimi due per la post-produzione e i reshoot. Le riprese sono state realizzate interamente a Parma e nella sua provincia.
Il film ebbe due titoli di lavorazione: Soldi sporchi e Il cerchio si chiude.
Primo Giroldini, produttore di documentari e appassionato cinefilo, nello scrivere e dirigere la pellicola ha omaggiato ampiamente il genere noir con citazioni che andavano dai classici Hollywoodiani, ai polar di Jean-Pierre Melville, fino ai film di Fernando Di Leo.
Il regista, ha fatto vedere a Luca Magri Frank Costello faccia d'angelo per preparare il giovane attore al ruolo, facendogli studiare l'interpretazione glaciale e robotica di Alain Delon. Il film di Melville viene anche omaggiato nella scena in cui Magri lo guarda proiettato in un cinema deserto.
Il 90% del girato è stato realizzato nell'arco di un anno, tra il settembre del 1999 e quello del 2000, con una media di un giorno di riprese ogni due settimane, questo perché cast e troupe hanno accettato di lavorare gratuitamente alla produzione. Un’ultima scena e qualche rifacimento sono stati girati nei due anni successivi durante la lunga fase di post-produzione. Nell’autunno del 2002, quando Nel cuore della notte venne finalmente terminato e presentato per la prima volta al pubblico, ne è stato stimato un costo finale di circa 20.000 Euro.
Luca Magri, al suo primo ruolo da protagonista, verso la fine delle riprese è diventato co-produttore per aiutare Giroldini a finire il film.
Per dare alla pellicola un taglio più citazionista e fumettistico, i ruoli più importanti sono stati affidati a interpreti giovanissimi, e in post-produzione l’intero cast è stato doppiato come la maggior parte dei film di genere prodotti in Italia negli anni '70.
Il regista, oltre a co-produrre e scrivere il film, ha anche interpretato il ruolo di Athos.
I quadri nei titoli di testa e di coda sono del noto regista Francesco Barilli, che una ventina di anni dopo dirigerà Luca Magri ne Il paese del melodramma.
Il montatore e produttore associato della pellicola è il futuro regista Francesco Campanini, entrato nel progetto al termine del primo anno di lavorazione. Nel 2008, per il suo esordio dietro la macchina da presa, ne ha tratto una specie di seguito-remake intitolato Il solitario, sempre con Luca Magri nel ruolo di Leo Piazza. Magri ne ha anche scritto la sceneggiatura con la coautrice del film originale Lucrezia Le Moli, mentre Federico Soncini, che in Nel cuore della notte interpretava Baga, ha collaborato alla stesura del soggetto insieme al regista.

## Distribuzione
Il film, è stato proiettato in anteprima il 14 ottobre 2002 al Cinema Astra di Parma, il 31 ottobre a Rimini, e Il 15 dicembre al Noir in Festival di Courmayeur come evento speciale.
Dal 3 aprile 2003, Nel cuore della notte ha avuto un numero limitato di proiezioni su grande schermo nuovamente a Parma, poi a Roma, e in altri eventi cinematografici. Nell'estate del 2004 è stato acquistato per il mercato Home video dalla Stormovie che lo ha distribuito in DVD su territorio Italiano il 18 ottobre 2005, inizialmente solo per il noleggio e nei mesi successivi anche per la vendita. Il 7 luglio 2006, la stessa società lo ha rilasciato anche in Svizzera (nel cantone di lingua Italiana).
Del film esistono due versioni, una di 80 minuti e l'altra, con tagli non sostanziali, di 76; la seconda è quella distribuita in DVD da Stormovie.
Nel cuore della notte è stato riscoperto da un pubblico di nicchia alla fine degli anni 2000, grazie all'uscita nelle sale de Il solitario.

## Edizioni home video
Il film è stato pubblicato in DVD il 18 ottobre 2005 dalla Stormovie/Exa Media.

## Accoglienza critica
Dato che Nel cuore della notte è stato distribuito direttamente in DVD, le critiche sul film sono rare, e le poche in circolazione hanno pareri discordanti.
Su FilmTV, Pier Maria Bocchi scrive del film: "Tra gangster all’ultimo giro e pistole, la passione di Giroldini (e del suo protagonista/coproduttore Luca Magri) per un genere si vede e si sente ovunque e sempre, forse un po’ troppo, perché a volte si rischia la maniera".
Michele Guerra, è rimasto colpito molto positivamente dal film, elogiando nella recensione scritta sul mensile locale Il Caffè del teatro, la fotografia in bianco e nero, la storia, e soprattutto le atmosfere che scavano i caratteri di questo genere.
Davide Rosso, sul sito internet lazonamorta.it, anche se definisce il film "un lavoro amatoriale girato senza una produzione alle spalle" loda la regia di Primo Giroldini riconoscendone il merito di avere costruito "pezzo per pezzo, un universo narrativo coerente", e anche la prova di Luca Magri, definendo il giovane attore perfettamente calato nella parte.
Nella sua recensione su La Gazzetta di Parma, il critico Maurizio Schiaretti parla di Nel cuore della notte come di un vero film che anche se sa di déja vu è capace di sorprendere, e definisce efficace la fotografia in bianco e nero.
Paolo Mereghetti, ha stroncato il film nel suo dizionario del cinema, dandogli solo una stella su quattro, e definendolo un’auto parodia del genere di riferimento.